# 에시마 대교

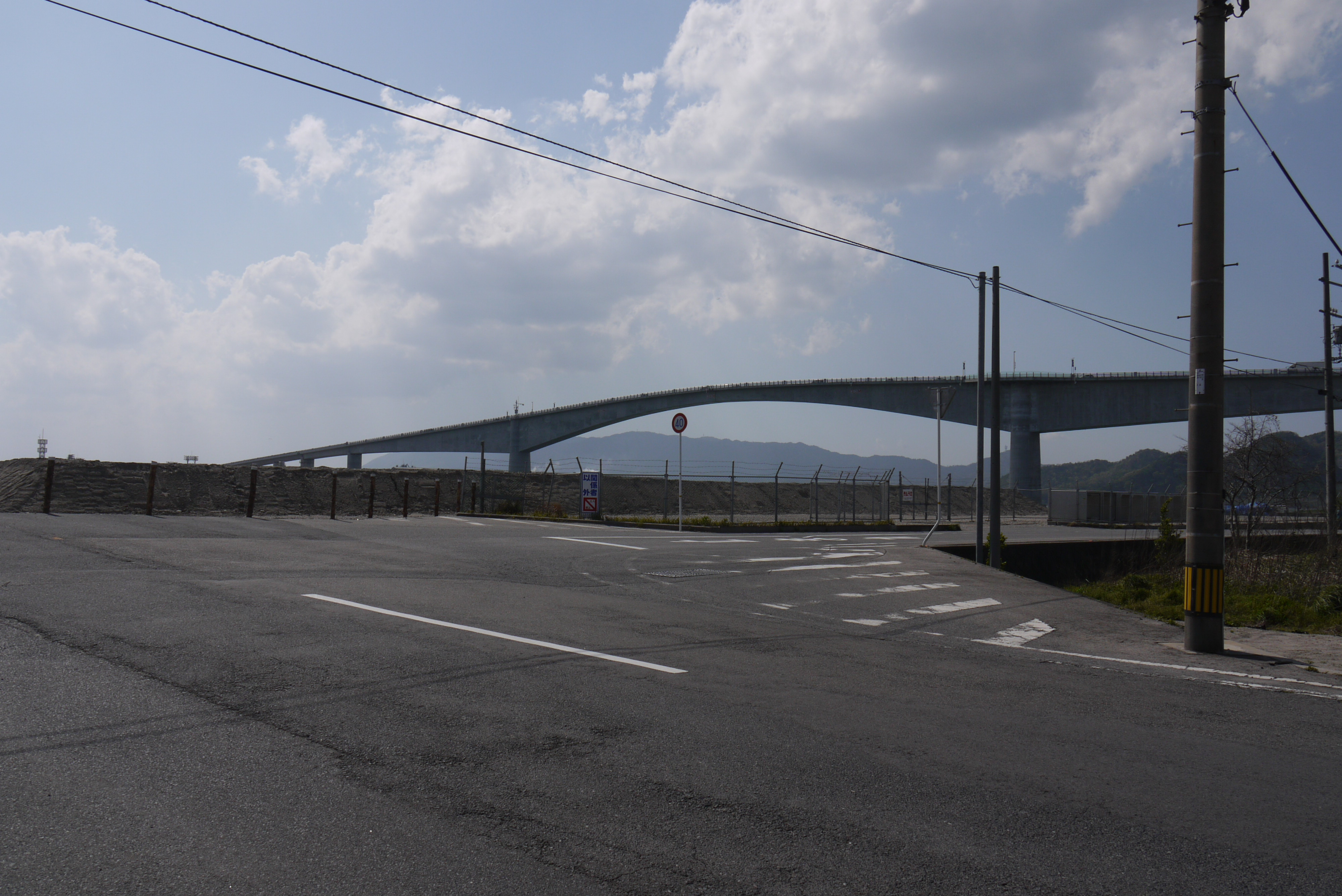
에시마 대교

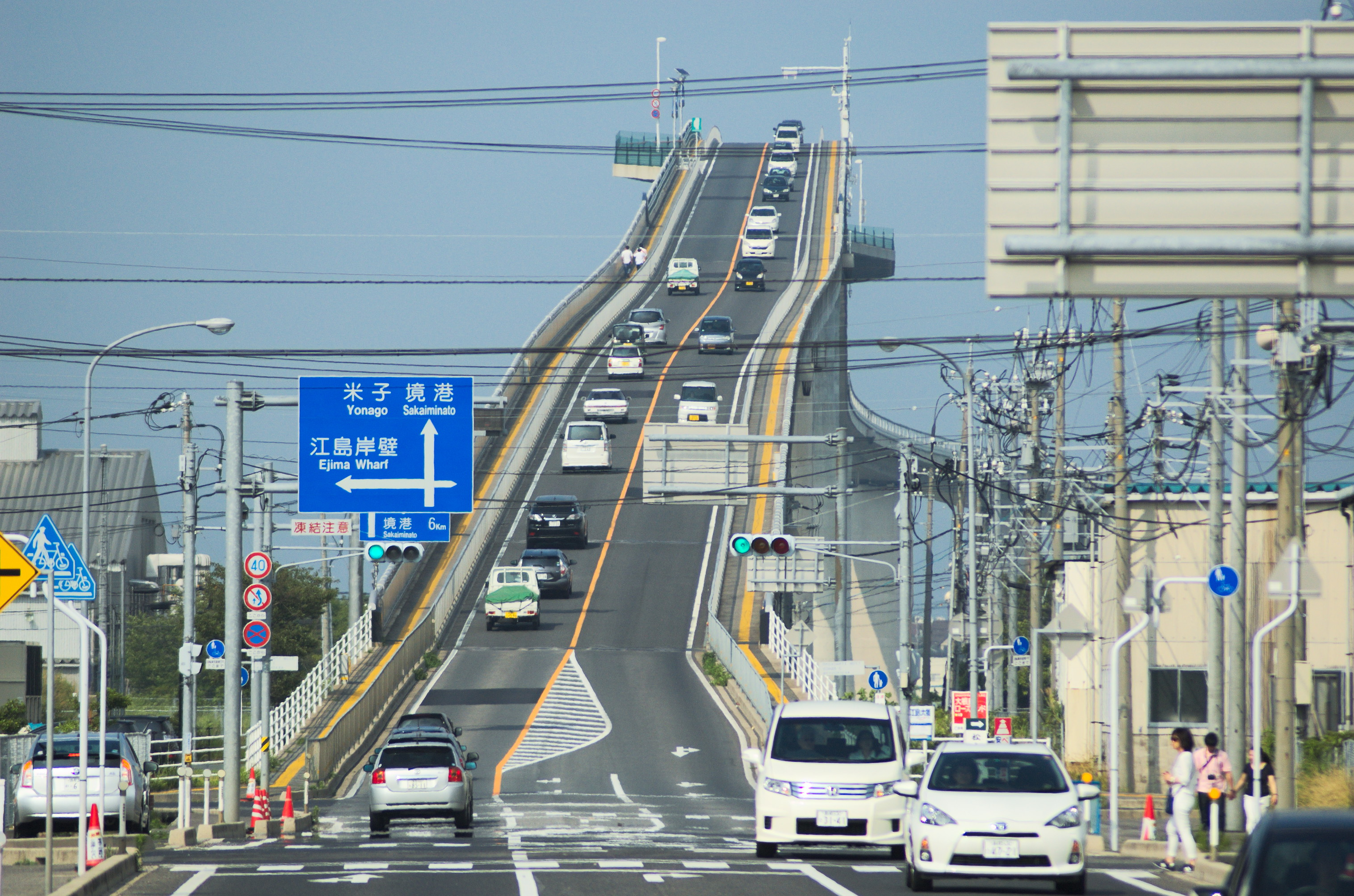
에시마 대교

에시마 대교(일본어: 江島大橋 えしまおおはし[*])는 일본 돗토리현 사카이미나토시와 시마네현 마쓰에시를 연결하는 다리이다. 국토교통성 추코쿠 지방정비국 사카이 미나토만 · 공항 정비 사무소가 건설하였고, 사카이미나토 관리 조합에 의해 관리되고 있다.